# Spezialpionierregiment 164
Das Spezialpionierregiment 164 (SpezPiRgt 164) ist ein Regiment des Unterstützungsbereichs. Es ist in der Julius-Leber-Kaserne in Husum stationiert. Das Regiment ist spezialisiert auf die Errichtung von Feldlagern, Feldtanklagern und Pipelines.
Das Regiment wurde ab 2003 aufgestellt. Soldaten aus dem aufgelösten Spezialpionierbataillon 174 aus Dessau sowie dem 2./Logistikbataillon 162 aus Husum gingen in dem neuen Truppenteil bis zum 31. Juli 2006 auf.
Das Regiment unterstützt das Central Europe Pipeline System sowie das Northern Europe Pipeline System der NATO. Besonders relevant sind die Fähigkeiten des Regiments zur humanitären und Katastrophenhilfe auch im Rahmen der Kooperation von zivilen und militärischen Stellen.
Seit April 2016 waren Soldaten des Regiments an der Ende 2023 beendeten UN-Mission MINUSMA zur Stabilisierung des westafrikanischen Staates Mali beteiligt.

## Gliederung
- 1. Kompanie: Stab und Versorgung (Mobiler Instandsetzung, Grundausbildung, Wasseraufbereitungszug)
- 2.–7. Kompanie: Feldlagerbetriebskompanien, je drei Feldlagerbauzüge, ein Feldlagerversorgungszug
- 8. Kompanie: Pipelinekompanie
- ZmZ-Stützpunkt: Zivil-militärische Zusammenarbeit, Humanitäre- und Katastrophenhilfe[5]